# 후보
후보(候補)는 선거에서 직위나 신분을 얻으려고 일정한 자격을 갖추어 나서거나 또 그런 사람을 의미한다. 시상식·운동 경기에서 어떤 지위에 오를 자격이나 가능성이 있음을 의미하며 결원이 생겼을 때 그 자리를 채울 수 있는 자격 후에 선택이 결정되는 차례이나 또 그런 사람을 의미하기도 한다. 
옛날에는 자리가 비어 있는 벼슬이나 직위를 채우던 일을 의미했다.

## 같이 보기
- 출마 연령
- 기명후보